# Петроченко Федір Федорович
Федір Федорович Петроченко (1898—1966) — радянський воєначальник, генерал-майор інженерно-танкової служби (05.07.1946).

## Життєпис
Народився у селі Заболоть, нині у складі Тюшинського сільського поселення Кардимовського району Смоленської області Росії.
Після Жовтневого перевороту — у Червоній гвардії в м. Ржев. З 1918 року — у Червоній армії. Член РКП(б) з 1919 року. Учасник громадянської війни в Росії: комісар артилерійського дивізіону.
З початком німецько-радянської війни інженер-полковник Ф. Ф. Петроченко — військовий інженер військової прийомки Управління ремонту і експлуатації Головного автобронетанкового управління РСЧА (ГАБТУ РСЧА), представник ГАБТУ РСЧА на Ленінградських авторемонтних заводах № 1 та № 2.
У 1942—1947 роках — начальник Київського танко-технічного училища.
З 1947 року — начальник Науково-дослідницького і випробувального автотракторного полігону (м. Бронниці, Московська область).
З 1954 року — начальник Науково-дослідницького інституту по гусеничним і колесним артилерійським тягачам і транспортерам (НДІ-21, Петродворець, Ленінградська область).

## Нагороди
- орден Леніна (21.02.1945)[5];
- два ордени Червоного Прапора (03.11.1944[6], …);
- орден Червоної Зірки (10.11.1942)[7];
- медалі.